# 蘇薩斯卡河
46°44′59″N 10°04′49″E / 46.74977°N 10.08018°E

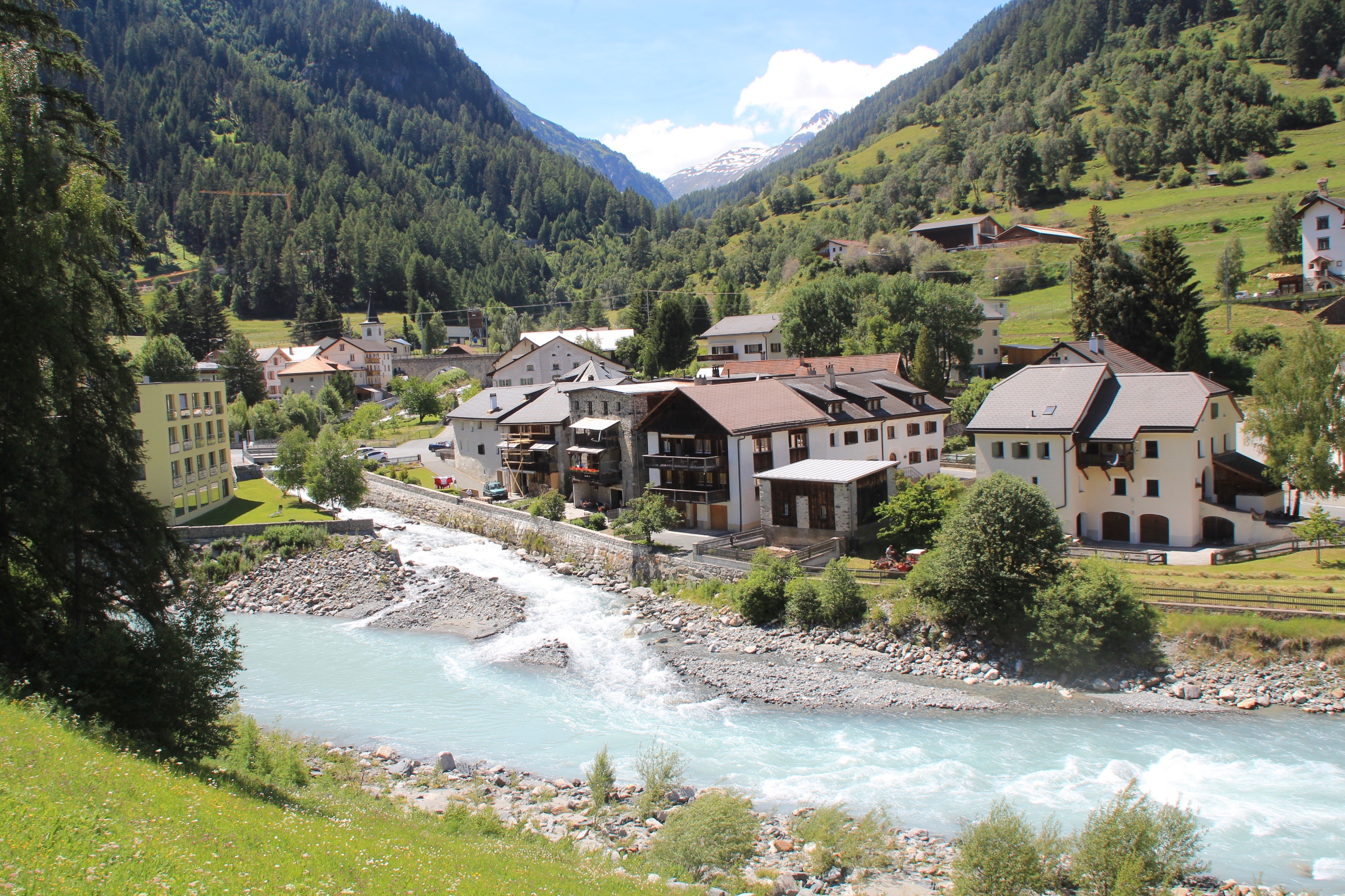

蘇薩斯卡河是瑞士的河流，位於該國東南部，流經格勞賓登州，屬於因河的左支流，河道全長11.4公里，流域面積63.1平方公里，河口處在蘇施附近。